# Wywrotek mazurski

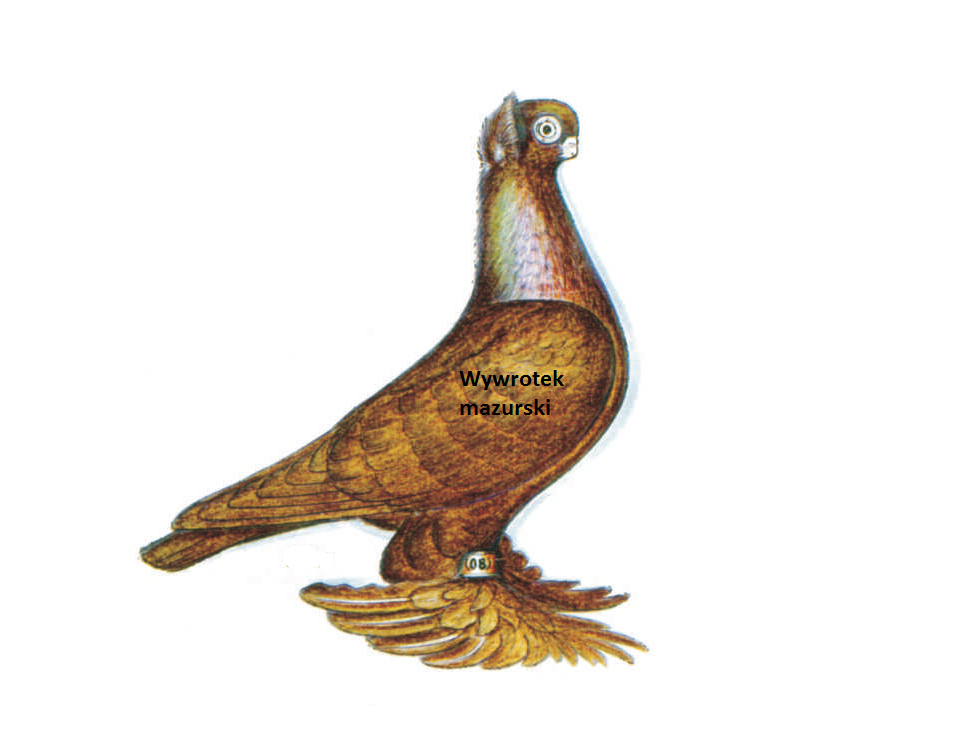
Wywrotek mazurski

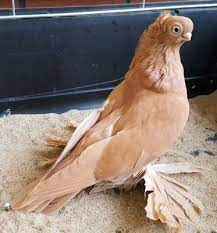
Wywrotek mazurski w barwie żółtej

Wywrotek mazurski (ang. Masurian Tumbler) – polska rasa gołębia pochodząca od gołębia skalnego, wywrotki mazurskie zostały wyhodowane w latach 20 XX wieku w okolicach Suwałk, Sejn i Białegostoku. Obecnie rasa ta rozprzestrzeniła się na całą Polskę. Gołębie te można spotkać u hodowców z Niemiec, Francji oraz Anglii.
Historia rasy nie jest do końca znana, prawdopodobnie gołębie te były efektem skrzyżowania wywrotka pomorskiego z innymi rasami krótkodziobych gołębi. Po II wojnie światowej populacja tej rasy znaczne spadła. Hodowcy z Niemiec zasiedlający tereny polski hodowali wywrotki wschodniopruskie które zostały na gospodarstwach Niemców wysiedlonych po wojnie. Hodowcy z polski aby odbudować rasę najprawdopodobniej krzyżowali gołębie z tych ras ze sobą po czym uzyskali pożądany cel.
Jest to rasa gołębia o stosunkowo krótkim dziobie i drobnej budowie ciała. Rasa ta posiada też gęste upierzenie na nogach i koronkę na głowie. Pierwsze wywrotki mazurskie nazywane też przez gołębiarzy fajframi bądź fajfiglami potrafiły wykonywać akrobacje w locie (np. fikołki w tył). Przez selektywną hodowlę gołębie te utraciły tę umiejętność, choć na wsiach u hodowców tych gołębi nadal można spotkać nieliczne osobniki potrafiące jeszcze wykonywać akrobacje. Wywrotki mazurskie występują w kolorach: białym, czarnym, czerwonym, żółtym i kawowym. Barwy powinny być czyste, intensywne oraz lśniące.